# Trichocleonus
 Trychocleónus — рід жуків родини Довгоносики (Curculionidae).

## Зовнішній вигляд
Основні ознаки
- усе тіло вкрите густими довгими розщепленими волоскоподібними лусочками (звідси й назва роду:грец. τρίχος, латиніз. trichos  волос).
- передньоспинка циліндрична, ледь звужена до вершини, її задній край кутовидно відтягнутий до щитка;.
- задньогруди майже вдвічі більші, ніж діаметр середніх тазиків.

Зображення виду із цього роду див. також у (малюнок 49).

## Спосіб життя
Не вивчений, ймовірно, він є типовим для представників Cleonini. Дорослі жуки живляться молодими пагонами саксаулу, а личинка розвивається на підземних частинах нонет та інших рослин з родини Шорстколисті. При цьому вона будує навколо себе камеру із часток ґрунту.

## Географічне поширення
Єдиний відомий вид цього роду мешкає у центральній частині Півдня Палеартики (див. нижче).

## Класифікація
Описаний один вид роду:
- Trichocleonus leucophyllus  (Fischer von Waldheim, 1821)- Афганістан, Іран, Середня Азія, Північно-Західний Китай, Казахстан[4].